# Körömy Árpád
Körömy Árpád (Székesfehérvár, 1860. október 12. – Budapest, Ferencváros, 1941. január 30.) bölcseleti doktor, felsőkereskedelmi iskolai tanár.

## Élete
Körömy János férfi-szabómester és dadai Pénzes Betti (Borbála) fia. Tanulmányait Budapesten a kegyesrendieknél és az egyetemen végezte. Képesítve volt középiskolákra történelemből és magyarból, kereskedelmi iskolákra a kereskedelmi földrajzból. 1885-ben a fővárosi tanács polgári és kereskedelmi iskolai tanárnak választotta meg, 1886-ban lett helyettes és 1887-ben rendes tanár. 1896-tól a székesfővárosi IX. kerületi felső kereskedelmi iskola rendes tanára volt; tanított még a II. kerületi polgári és középkereskedelmi leányiskolában. Halálát influenza, szívizomelfajulás okozta. Felesége Nemes Erzsébet volt.
Cikke a Budapesti Hirlapban (1893. május 21. Henczi); programmértekezése a budapesti II. kerületi községi polgári és középkereskedelmi iskola Értesítőjében (1887. Ipar és Kereskedelmi viszonyaink 1376-tól 1526-ig.)

## Munkája
- Ipar viszonyaink a czéhek szabályozásától a mohácsi vészig. Bpest, 1883.